# San José Piedra Gorda
San José Piedra Gorda är en ort i Mexiko.   Den ligger i kommunen Tepeji del Río de Ocampo och delstaten Hidalgo, i den sydöstra delen av landet, 50 km nordväst om huvudstaden Mexico City. San José Piedra Gorda ligger 2 202 meter över havet och antalet invånare är 766.
Terrängen runt San José Piedra Gorda är huvudsakligen kuperad, men den allra närmaste omgivningen är platt. San José Piedra Gorda ligger nere i en dal. Runt San José Piedra Gorda är det ganska tätbefolkat, med 207 invånare per kvadratkilometer. Närmaste större samhälle är Nicolás Romero, 19,6 km söder om San José Piedra Gorda. I omgivningarna runt San José Piedra Gorda växer huvudsakligen savannskog.